# أولاد علي 2 (عين السبيت)
أولاد علي 2 هي إحدى مشيخات المملكة المغربية، تتبع جغرافيا لإقليم الخميسات وإداريًا لعين السبيت. يقدر عدد سكانها بـ 2246 نسمة حسب الإحصاء الرسمي للسكان والسكنى لسنة 2004.